# Kościół św. Marii Magdaleny w Kwieciszewie
Kościół Świętej Marii Magdaleny w Kwieciszewie – rzymskokatolicki kościół parafialny znajdujący się we wsi Kwieciszewo, w województwie kujawsko-pomorskim.

## Historia
Świątynia została wybudowana w 1522 roku. Na początku XX wieku została rozbudowana o jedno przęsło. Budowla została wzniesiona z fundacji kapituły gnieźnieńskiej. Parokrotnie ulegała pożarom, ostatni miał miejsce w 1945 roku, kiedy to został podpalony przez hitlerowców. Została odbudowana w latach 1954–1960.

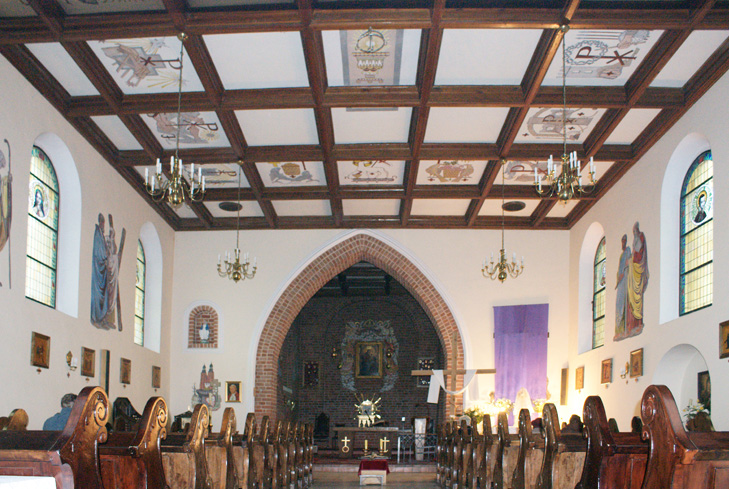
Wnętrze świątyni

## Architektura i wyposażenie
Jest to budowla późnogotycka, orientowana, murowana, wzniesiona z cegły z prezbiterium zbudowanym z kamienia polnego. 
W ołtarzu głównym umieszczona jest kopia obrazu Maryi z Dzieciątkiem namalowana przez Leonarda Torwirta z Torunia w II połowie XVI wieku i dzwon odlany w 1711 roku przez Henryka Wredena w Toruniu. Żeliwna tablica została ufundowana na pamiątkę wiktorii króla Jana III Sobieskiego pod Wiedniem nad Turkami w 1683.